# سيدي مخلوف (الأغواط)
سيدي مخلوف بلدية من بلديات ولاية الأغواط. تبعد عن عاصمة الولاية حوالي 40 كم و 62 كلم عن ولاية الجلفة شمالا تتموقع على جانب الطريق الوطني رقم 1 وبذلك تعد همزة وصل بين ولايتين إذ تربط بين عاصمتي ولايتي الجلفة والأغواط.و تسمى ببلدية ال100 شهيد. و يقطنها عرش مخاليف جبل الأزرق. عدد سكانها ,16.840 إحصائيات 2018 تبلغ مساحتها 1420 كلم المناخ شبه صحراوي انشأت في التقسيم الإداري لسنة 1984 اين كانت تابعة إداريا لدائرة قصر الحيران حتى سنة 1990 حيث رقيت إلى مقر دائرة تضم بلدية سيدي مخلوف- بلدية العسافية

## الموقع
هي إحدى بلديات ولاية الأغواط، تقع في الجزء الشمالي من الولاية يحدها من الجنوب الأغواط، ومن الشمال الشرقي والغربي ولاية الجلفة (بلدية تعظميت، بلدية عين الشهداء), ومن الجهة الجنوبية الشرقية العسافية وعلى الحدود الجنوبية الغربية لبلدية تاجموت، تبعد عن مقر ولاية الأعواط بـ 42 كلم.
|              | ولاية الجلفة |        |
| ولاية الجلفة | إسم ؟        | تاجموت |
| العسافية     | الأغواط      | تاجموت |

## القرى والتجمعات السكانية
- القريةة الاخوة عاشوري (بنانة)
- قرية الفصفصة على الطريق الوطني رقم:23

وتضم كذلك التجمعات التالية:
- الحاجب الشرقي، سيدي مخلوف
- الحيحاية
- بخداش
- الحمية، سيدي مخلوف
- الرقص، سيدي مخلوف
- الشوشة، سيدي مخلوف

## التنمية بسيدي مخلوف
قطاع التربية والتكوين
- المدارس الابتدائية: 05
- الاكماليات : 02
- الثانويات: 02
- ملحقة التكوين المهني: 01

قطاع الصحة
- عيادة متعددة الخدمات : 01 تم فتح مستشفى جديد جويلية 2017
- قاعات العلاج: 03

قطاع الشباب والرياضة
- مركب رياضي (قاعة متعددة الرياضات، مسبح بلدي، ملعب كرة قدم)
- الملاعب الجوارية :11
- مساحات اللعب : 05

قطاع الثقافة
- قاعات متعددة النشاطات: 02
- مكتبة البلدية: 01
- متحف بلدي : 01

## السياحة

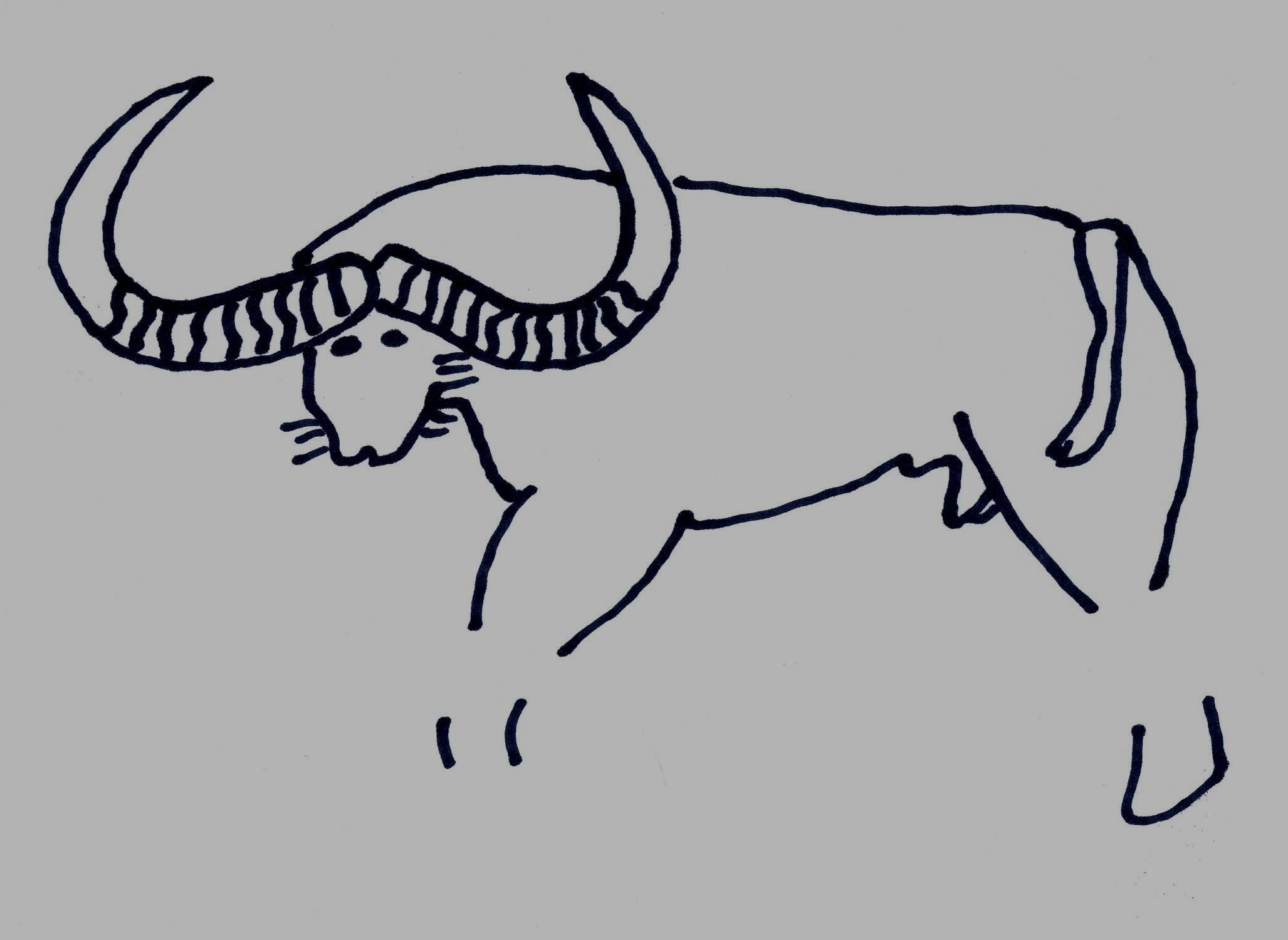
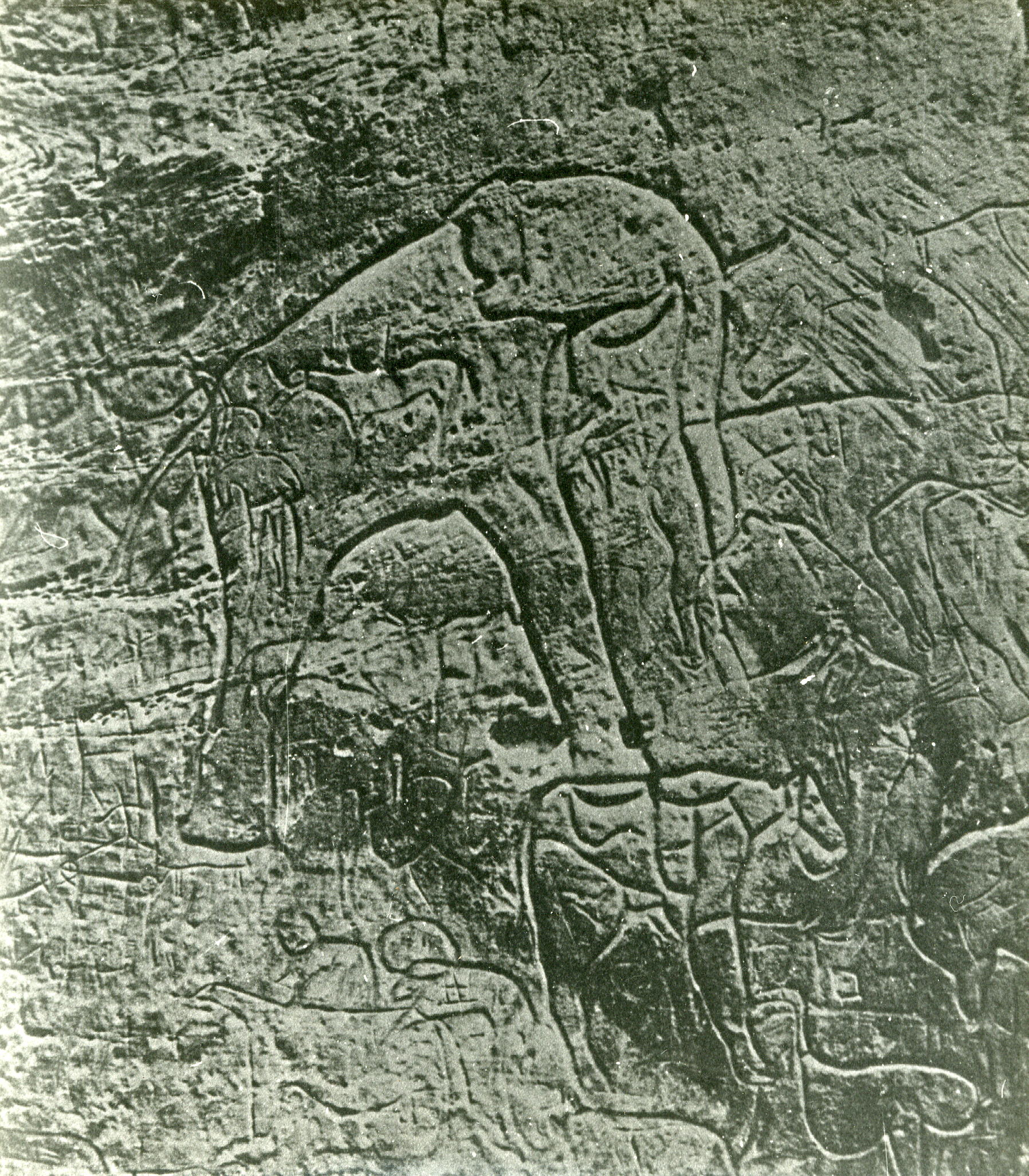

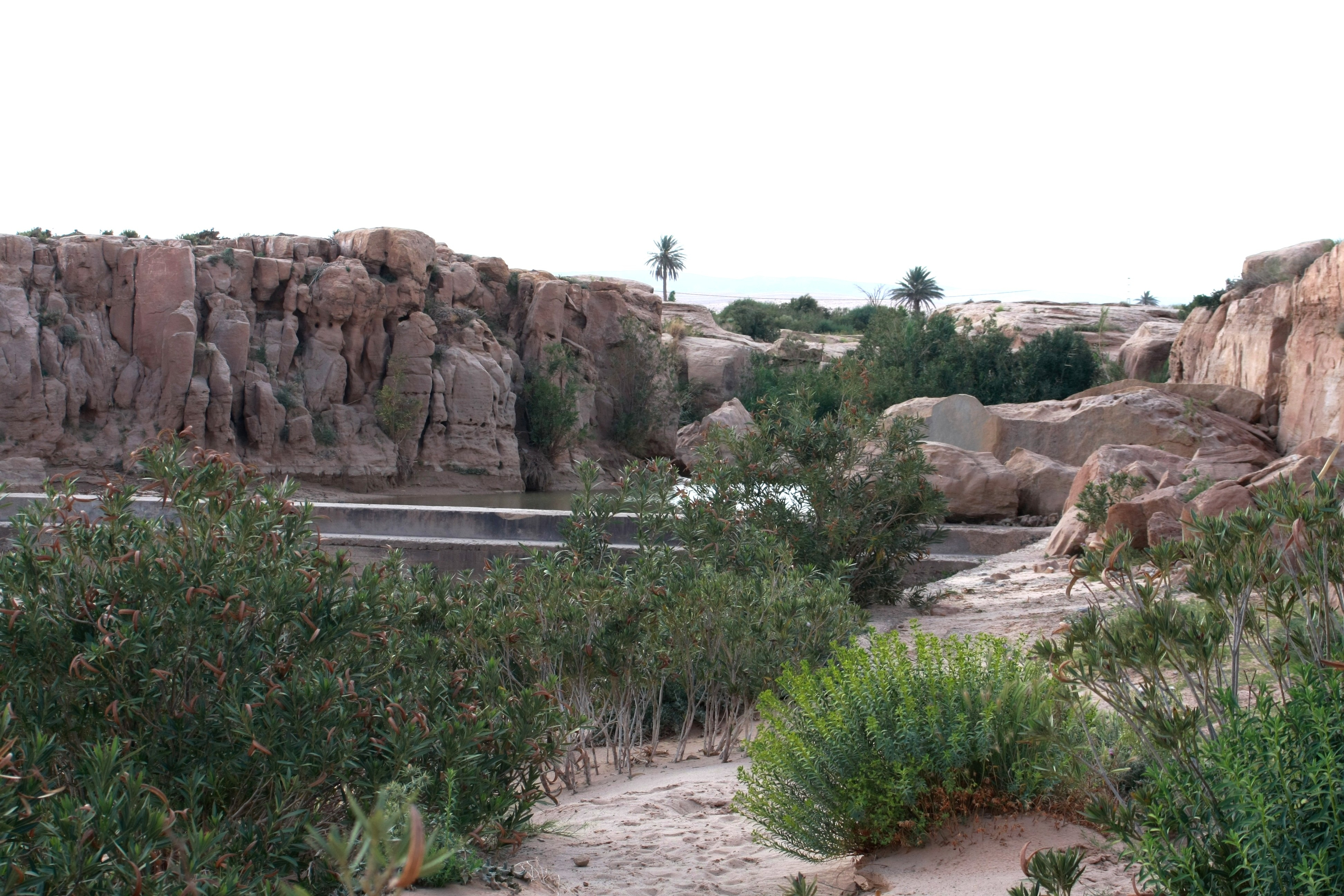
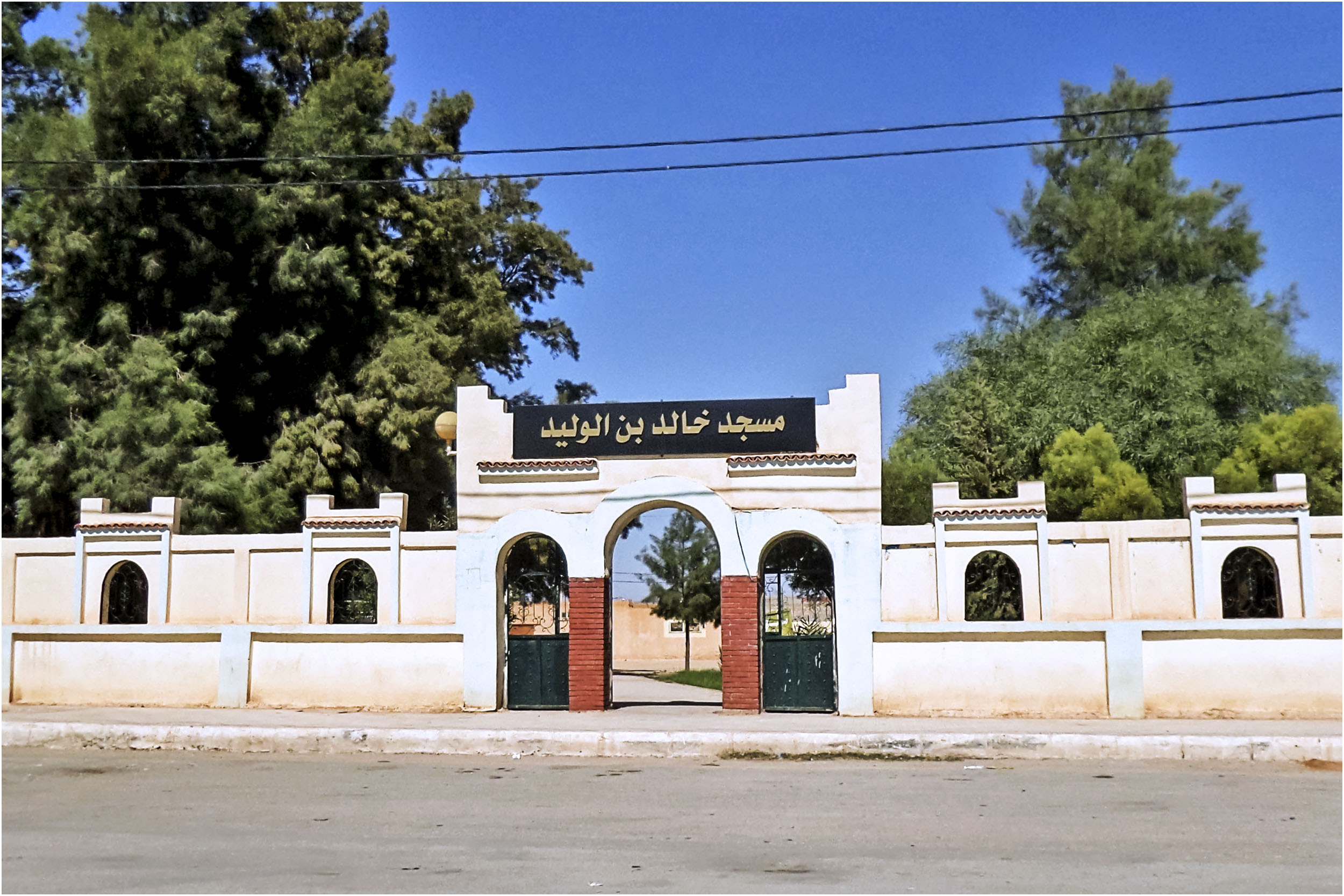

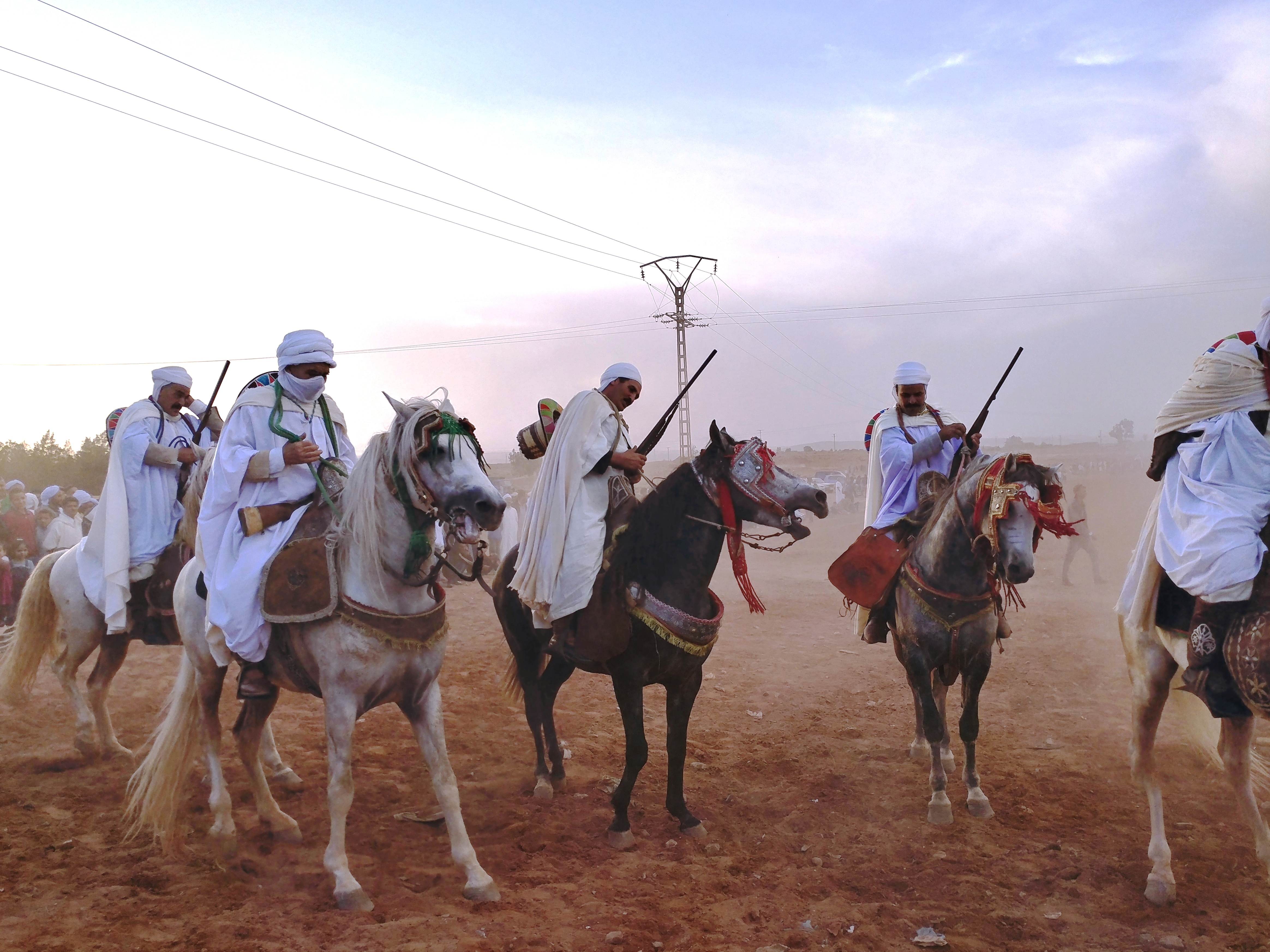
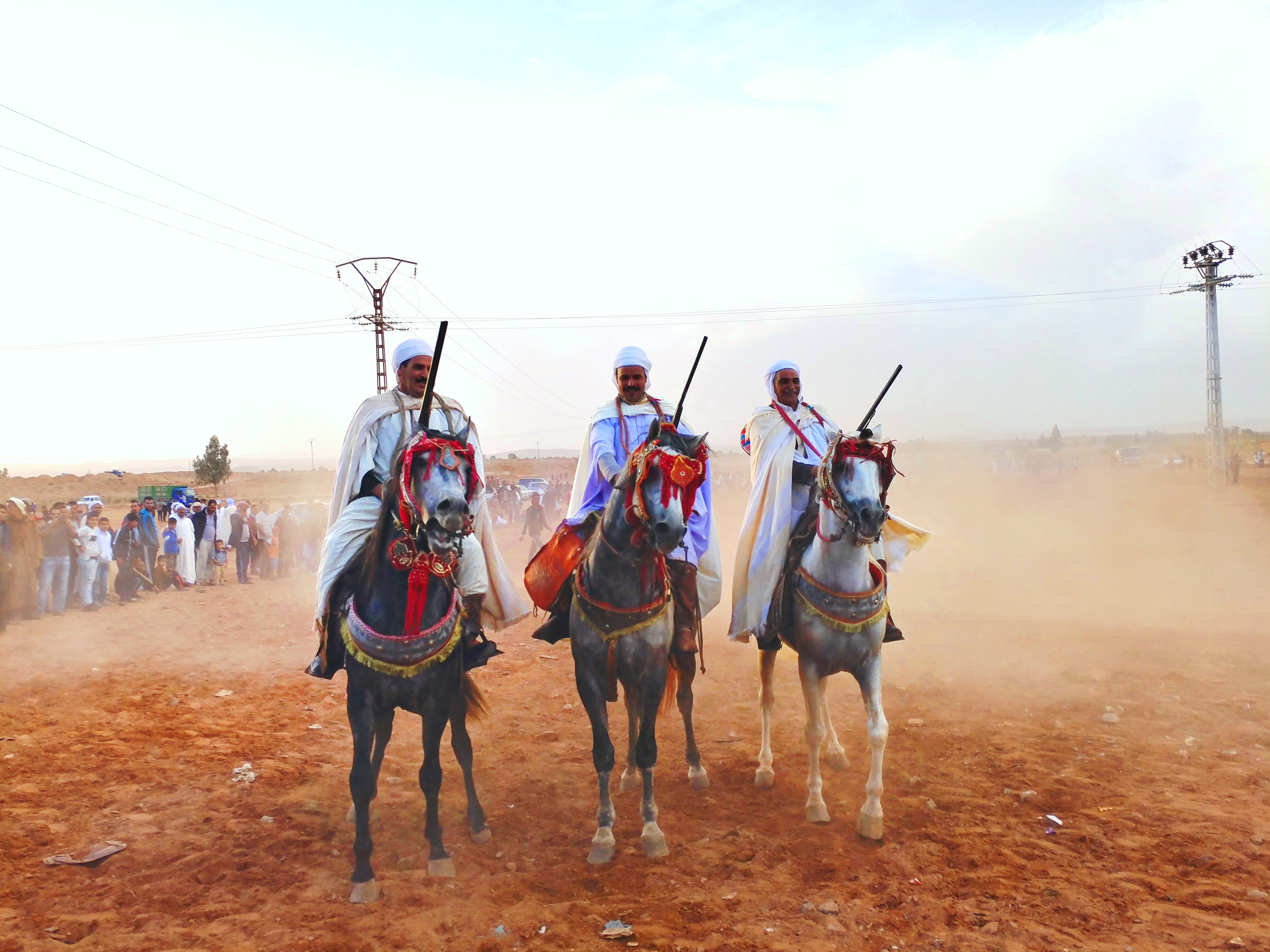

المنحوتات الصخرية بـسيدي مخلوف
طبيعة سيدي مخلوف
فانتازيا سيدي مخلوف